# 米切爾·莫索
米切爾·莫索（英語：Mitchel Musso，1991年7月9日—）是美國的一位演員、音樂人和歌手。他主要出演迪士尼頻道的節目和電影。莫索也發行有自己的專輯。他的第一張專輯Mitchel Musso打入告示牌200排行榜第19位。